# Criminali de război naziști
Criminali de război naziști sunt naziștii care au participat și au contribuit la crimele de război și crimele împotriva umanității în decursul celui de-al doilea război mondial. 
Criminalitatea acestor activități a fost stabilită prin procesele  publice de la Nürnberg. Lista criminalilor de război naziști îi include pe: 
- Heinrich Himmler
- Albert Speer
- Joachim von Ribbentrop
- Wilhelm Frick
- Hans Frank
- Karl Dönitz
- Alfred Rosenberg
- Hermann Göring
- Martin Bormann
- Baldur von Schirach
- Alfred Jodl
- Wilhelm Keitel